# Ptychadena ansorgii
Ptychadena ansorgii es una especie  de anfibios de la familia Ranidae.

## Distribución geográfica
Se encuentra en Angola, República Democrática del Congo, Malaui, Zambia y, posiblemente en Mozambique y Tanzania.  